# 皮卡尼亚
皮卡尼亚（西班牙語：Picanya），是西班牙巴伦西亚自治区巴伦西亚省的一个市镇。总面积8平方公里，总人口9024人（2001年），人口密度1128人/平方公里。

## 友好城市
- 法國 帕纳佐勒